# John Mayall együtteseinek listája
John Mayall együttesei és tagjaik:

## John Mayall's Bluesbreakers I (1963. január – 1963. március)
- John Mayall – vokál/billentyűsök/szájharmonika/gitár
- Sammy Prosser – gitár
- Davy Graham – gitár
- Ricky Brown – basszusgitár
- Pete Burford – basszusgitár
- John McVie – basszusgitár
- Sam Stone – dob
- Brian Mayall – dob

## John Mayall's Bluesbreakers II (1963. április – 1963. július)
- John Mayall – vokál/billentyűsök/szájharmonika/gitár
- Sammy Prosser – gitár
- John Gilbey – gitár
- John McVie – basszusgitár
- Keith Robertson – dob

## John Mayall's Bluesbreakers III (1963. július –1964. április)
- John Mayall – vokál/billentyűsök/szájharmonika/gitár
- Bernie Watson – gitár
- John McVie – basszusgitár
- Peter Ward – dob
- Martin Hart – dob

## John Mayall's Bluesbreakers IV (1964. április –1965. április)
- John Mayall – vokál/billentyűsök/szájharmonika/gitár
- Roger Dean- gitár
- John McVie – basszusgitár
- Hughie Flint – dob

- Album: "John Mayall Plays John Mayall" (1965) UK: 6#

## John Mayall's Bluesbreakers V (1965. április – 1965. augusztus)
- John Mayall – vokál/billentyűsök/szájharmonika/akusztikus gitár
- Eric Clapton – szológitár
- John McVie – basszusgitár
- Hughie Flint – dob

## John Mayall's Bluesbreakers VI (1965. augusztus – 1965. november)
- John Mayall – vokál/billentyűsök/szájharmonika/gitár
- Jeff Kribbett – ritmusgitár
- Peter Green – akusztikus gitár
- John McVie – basszusgitár
- Jack Bruce – basszusgitár
- Hughie Flint – dob
- Eric Clapton – szológitár

## John Mayall's Bluesbreakers VII (1965. november –1966. július)
- John Mayall – vokál/billentyűsök/szájharmonika/gitár
- Eric Clapton – szólógitár
- John McVie – basszusgitár
- Jack Bruce – basszusgitár
- Hughie Flint – dob
- Album: "Bluesbreakers – John Mayall with Eric Clapton" (1966) (Eric Claptonnal) UK: 1#
  - Eric Clapton távozott és megalakította a Cream együttest Jack Bruce-szal és Ginger Bakerrel.

## John Mayall's Bluesbreakers VIII (1966. július – 1966. szeptember)
- John Mayall – vokál/billentyűsök/szájharmonika/ritmusgitár
- Peter Green – szóló és akusztikus gitár
- John McVie – basszusgitár
- Hughie Flint – dob
  - Hughie Flint távozott és megalakította a McGuinness Flint együttest (Tom McGuinness-szel, a Manfred Mann korábbi tagjával).

## John Mayall's Bluesbreakers IX (1966. szeptember – 1967. április)
- John Mayall – vokál/billentyűsök/szájharmonika/gitár
- Peter Green – szóló és akusztikus gitár
- John McVie – basszusgitár
- Aynsley Dunbar – dob
- Album: "A Hard Road" (1967) UK:47#

Aynsley Dunbar később ezekhez az együttesekhez csatlakozott: Jeff Beck Group, Bonzo Dog Band, Frank Zappa's Mothers of Invention, Lou Reed, David Bowie, Journey és Jefferson Starship.

## John Mayall's Bluesbreakers X (1967. április – 1967. május)
- John Mayall – vokál/billentyűsök/szájharmonika/gitár
- Peter Green – szoló és akusztikus gitár
- John McVie – basszusgitár
- Mickey Waller – turné dobos
- Mick Fleetwood – dob
- Album: "The Blues Alone" (1967) UK:41#

Peter Green és Mick Fleetwood kilépett a bandából és megalapította a Fleetwood Mac-et.

## John Mayall's Bluesbreakers XI (1967. június – 1967. szeptember)
- John Mayall – vokál/billentyűsök/szájharmonika/akusztikus gitár
- Mick Taylor – szólógitár
- John McVie – basszusgitár
- Keef Hartley – dob
- Chris Mercer – szaxofon
- Rip Kant – szaxofon
- Terry Edmonds – ritmusgitár
- Album: "Crusade" (1967) UK: 42#

John McVie elhagyta a csapatot és belépett a Fleetwood Mac-be, ahol Peter Green-el és Mick Fleetwooddal zenélt tovább.

## John Mayall's Bluesbreakers XII (1967. szeptember – 1968. április)
- John Mayall – vokál/billentyűsök/szájharmonika/gitár
- Mick Taylor – szólógitár
- Paul Williams – turné gitáros
- Keith Tillman – basszusgitár
- Andy Fraser – zongora
- Keef Hartley – dob
- Chris Mercer – szaxofon
- Henry Lowther – trombita
- Dick Heckstall-Smith – tenorszaxofon
- Albumok:

"Diary of a Band, vol. 1" (1968) UK: 22#
"Diary of a Band, vol. 2" (1968) UK: 21#
Andy Fraser később csatlakozott a Free-be, ahol Paul Rodgers-el, Paul Kossoff-al és Simon Kirke-vel zenél.

## John Mayall's Bluesbreakers XIII (1968. április – 1968. augusztus)
- John Mayall – vokál/billentyűsök/szájharmonika/akusztikus gitár
- Mick Taylor – szólógitár
- Tony Reeves – basszusgitár
- John Hiseman – dob
- Chris Mercer – szaxofon
- Henry Lowther – trombita
- Dick Heckstall-Smith – tenorszaxofon
- Album: "Bare Wires" (1968)

Tony Reeves, John Hiseman és Dick Heckstall-Smith csatlakozott a Colosseum-hoz.

## John Mayall's Bluesbreakers XIV (1968. augusztus – 1969. május)
- John Mayall – vokál/billentyűsök/szájharmonika/gitár
- Mick Taylor – szólógitár
- Steve Thompson – basszusgitár
- Colin Allen – dob
- Album: "Blues From Laurel Canyon" (1968)

Mick Taylor csatlakozott a The Rolling Stones-hoz.

## John Mayall XV (1969. június – 1970. június)
- John Mayall – vokál/billentyűsök/szájharmonika/gitár
- Duster Bennett – szólógitár/ének (vendég csak koncerten)
- Jon Mark – ritmusgitár
- Johnny Almond – szaxofon
- Steve Thompson – basszusgitár
- Alex Dmochowski – basszusgitár csak a turnén
- Larry Taylor – basszusgitár (az Empty Rooms albumon vendégként)
- Albumok:

"The Turning Point" (1969)
"Empty Rooms" (1970)
Jon Mark és Johnny Almond a The Mark-Almond Band-hez csatlakoztak.

## John Mayall XVI (1970. július – 1971)
- John Mayall – vokál/billentyűsök/szájharmonika/vezetőgitár
- Harvey Mandel – ritmusgitár
- Don "Sugarcane" Harris – hegedű és akusztikus gitár
- Larry Taylor – basszusgitár
- Album: "USA Union" (1970) USA: 102# UK: 86#

## John Mayall XVII (1971)
- John Mayall – vokál/billentyűsök/szájharmonika/gitár
- Eric Clapton – gitár
- Mick Taylor – gitár
- Keef Hartley – dob
- Harvey Mandel – gitár
- Don "Sugarcane" Harris – hegedű
- Larry Taylor – basszusgitár
- Album: "Back to the Roots" (2-CDs) (1971)

## John Mayall's Bluesbreakers XVIII (1971)
- John Mayall – vokál/billentyűsök/szájharmonika/gitár
- Harvey Mandel – gitár
- Don "Sugarcane" Harris – hegedű
- Larry Taylor – bass
- Album: "Thru the Years" (1971) - régi Decca felvételek 1963-68 közötti időszakból! Nem a felsoroltak játékával!

## John Mayall XIX (1971)
- John Mayall – vokál/billentyűsök/szájharmonika/gitár
- Jimmy McCulloch – gitár – (Glasgow, Skócia, 1953 - London, 1979. szeptember 27.) korábban a Thunderclap Newmannel és a Stone the Crows-szal játszott.
- Larry Taylor – bass
- Album: "Memories" (1971) (ezen az albumon nem Jimmy McCulloch, hanem Jerry McGee (Ventures) gitározik. [forrás?]

Jimmy McCulloch később Paul McCartney Wings nevű együttesével, majd a Small Faces együttessel zenélt.

## John Mayall's Jazz Blues Fusion XX (1971)
- John Mayall – vokál/billentyűsök/szájharmonika/gitár
- Freddy Robinson – guitar
- Blue Mitchell – trumpet
- Ron Selico – bass
- Clifford Solomon – saxes

## John Mayall Jazz Blues Fusion XXI (1971–1972)
- John Mayall – vokál/billentyűsök/szájharmonika/gitár
- Freddy Robinson – gitár
- Blue Mitchell – trombita
- Clifford Solomon – szaxofon
- Keef Hartley – dob
- Album: "Jazz-Blues Fusion" (1972) - még Ron Selico dobol!

## John Mayall XXII (1972)
- John Mayall – vokál/billentyűsök/szájharmonika/gitár
- Freddy Robinson – gitár
- Blue Mitchell – trombita
- Clifford Solomon – szaxofonok
- Keef Hartley – dob
- Victor Gaskin – basszusgitár
- Fred Jackson – szaxofonok
- Charlie Owens – fuvola
- Ernie Watts – szaxofon

## John Mayall XXIII (1972–1973)
- John Mayall – vokál/billentyűsök/szájharmonika/gitár
- Freddy Robinson – gitár
- Blue Mitchell – trombita
- Red Holloway – fuvola/szaxofonok
- Keef Hartley – dob
- Victor Gaskin – bőgő
- Larry Taylor - basszusgitár
- Fred Jackson – szaxofonok
- Charlie Owens – fuvola
- Ernie Watts – szaxofon
- Album: "Moving On" (1972)

## John Mayall XXIV (1973–1975)
- John Mayall – vokál/billentyűsök/szájharmonika/gitár
- Freddy Robinson – gitár/vokál
- Blue Mitchell – trombita
- Red Holloway – flute/saxes
- Keef Hartley – drums
- Victor Gaskin – bass
- Don "Sugarcane" Harris – hegedű
- Album: "Ten Years Are Gone" (1973)

## John Mayall XXV (1975)
- John Mayall – vokál/billentyűsök/szájharmonika/gitár
- Hightide Harris – basszusgitár/gitár
- Red Holloway – fuvola/szaxofonok
- Randy Resnick – gitár
- Soko Richardson – dob
- Album: "The Last Edition" (1975)

## John Mayall XXVI (1975–1977)
- John Mayall – vokál/billentyűsök/szájharmonika/gitár
- Don "Sugarcane" Harris – hegedű
- Larry Taylor – basszusgitár
- Dee McKinnie – ének – b. 1950
- Rick Vito – gitár – b. October 13, 1949, Darby, Pennsylvania.
- Jay Spell – keyboards
- Soko Richardson – dob
- Albumok:

"New Year, New Band, New Company" (1975)
"Notice to Appear" (1975)
"A Banquet in Blues" (1976)
Rick Vito later joins Fleetwood Mac.

## John Mayall XXVII (1977)
- John Mayall – vokál/billentyűsök/szájharmonika/gitár
- Larry Taylor – bass
- Jay Spell – keyboards
- Red Holloway – flute/saxes
- Gary Rowles – guitar
- Frank Wilson – dob
- Warren Bryant – ütősök
- Pepper Watkins – vocals
- Patty Smith – vokál
- Album: "Lots of People" (1977)

## John Mayall XXVIII (1977–1978)
- John Mayall – vokál/billentyűsök/szájharmonika/gitár
- James Quill Smith – gitár
- Steve Thompson – basszusgitár
- Soko Richardson – dob
- Albumok:

"A Hard Core Package" (1977)
"The Last of the British Blues" (1978)

## John Mayall XXIX (1979)
- John Mayall – vokál/billentyűsök/szájharmonika/gitár
- Album:

"Bottom Line" (1979) (studiőzenészekkel)

## John Mayall XXX (1979–1980)
- John Mayall – vokál/billentyűsök/szájharmonika/gitár
- James Quill Smith – guitar
- Rick Vito – guitar
- Chris Cameron – piano/clavinet
- Christian Mostert – saxes/flutes
- Angus Thomas – bass
- Ruben Alvarez – drums
- Maggie Parker – vocals (később Maggie Mayall)
- Album: "No More Interviews" (1979)

## John Mayall XXXI (1980–1981)
- John Mayall – vokál/billentyűsök/szájharmonika/gitár
- James Quill Smith – guitar
- Maggie Parker – vocals
- Kevin McCormick – bass
- Soko Richardson – drums
- Album: "Road Show Blues" (1980)

## John Mayall XXXII (1981–1982)
- John Mayall – vokál/billentyűsök/szájharmonika/gitár
- Don McMinn – guitar
- Bobby Manuel – guitar
- Jeff Davis – bass
- Mike Gardner – dob

## John Mayall's Bluesbreakers XXXIII (1982) (Reunion)
- John Mayall – vokál/billentyűsök/szájharmonika/gitár
- John McVie – bass
- Mick Taylor – guitar
- Colin Allen – drums
- Album: "The 1982 Reunion Concert" (1994)

Az együttes feloszlott.

## John Mayall's Bluesbreakers XXXIV (1984–1985) (újjáalakult)
- John Mayall – vokál/billentyűsök/szájharmonika/gitár
- Coco Montoya – gitár
- Kal David – gitár – formerly with Illinois Speed Press.
- Willie McNeil – dob
- Walter Trout – gitár
- Bobby Haynes – basszusgitár

## John Mayall's Bluesbreakers XXXV (1985–1990)
- John Mayall – vokál/billentyűsök/szájharmonika/gitár
- Joe Yuele – drums
- Coco Montoya – guitar
- Walter Trout – guitar
- Bobby Haynes – bass
- Albumok:

"Behind the Iron Curtain" (1986)
"The Power of the Blues" (1987)
"Chicago Line" (1988)

## John Mayall's Bluesbreakers XXXVI (1990–1991)
- John Mayall – vokál/billentyűsök/szájharmonika/gitár
- Joe Yuele – dob
- Coco Montoya – gitár
- Freebo – basszusgitár
- Album: "A Sense of Place" (1990)

## John Mayall's Bluesbreakers XXXVII (1991–1994)
- John Mayall – vokál/billentyűsök/szájharmonika/gitár
- Joe Yuele – dob
- Coco Montoya – gitár
- Rick Cortes – basszusgitár
- Album: "Wake Up Call" (1993)

## John Mayall's Bluesbreakers XXXVIII (1994–1995)
- John Mayall – vokál/billentyűsök/szájharmonika/gitár
- Joe Yuele – dob
- Buddy Whittington – gitár
- Rick Cortes – basszusgitár
- Albumok:

"Spinning Coin" (1995)
"Blues for the Lost Days" (1997)

## John Mayall's Bluesbreakers XXXIX (jelenleg)
- John Mayall – vokál/billentyűsök/szájharmonika/gitár
- Joe Yuele – dob
- Buddy Whittington – gitár
- Greg Rzab – basszusgitár
- Tom Canning – billentyűsök
- Albumok:

"Padlock On The Blues" (1999)
"Along For The Ride" (2001) – John Mayall & Friends